# Sergio Pacheco
Sergio Pacheco (30 luglio 1959) è un ex calciatore cileno, di ruolo centrocampista.

## Carriera
Con la Nazionale cilena ha partecipato alle Olimpiadi del 1984 senza mai scendere in campo.